# 레이븐 차콘

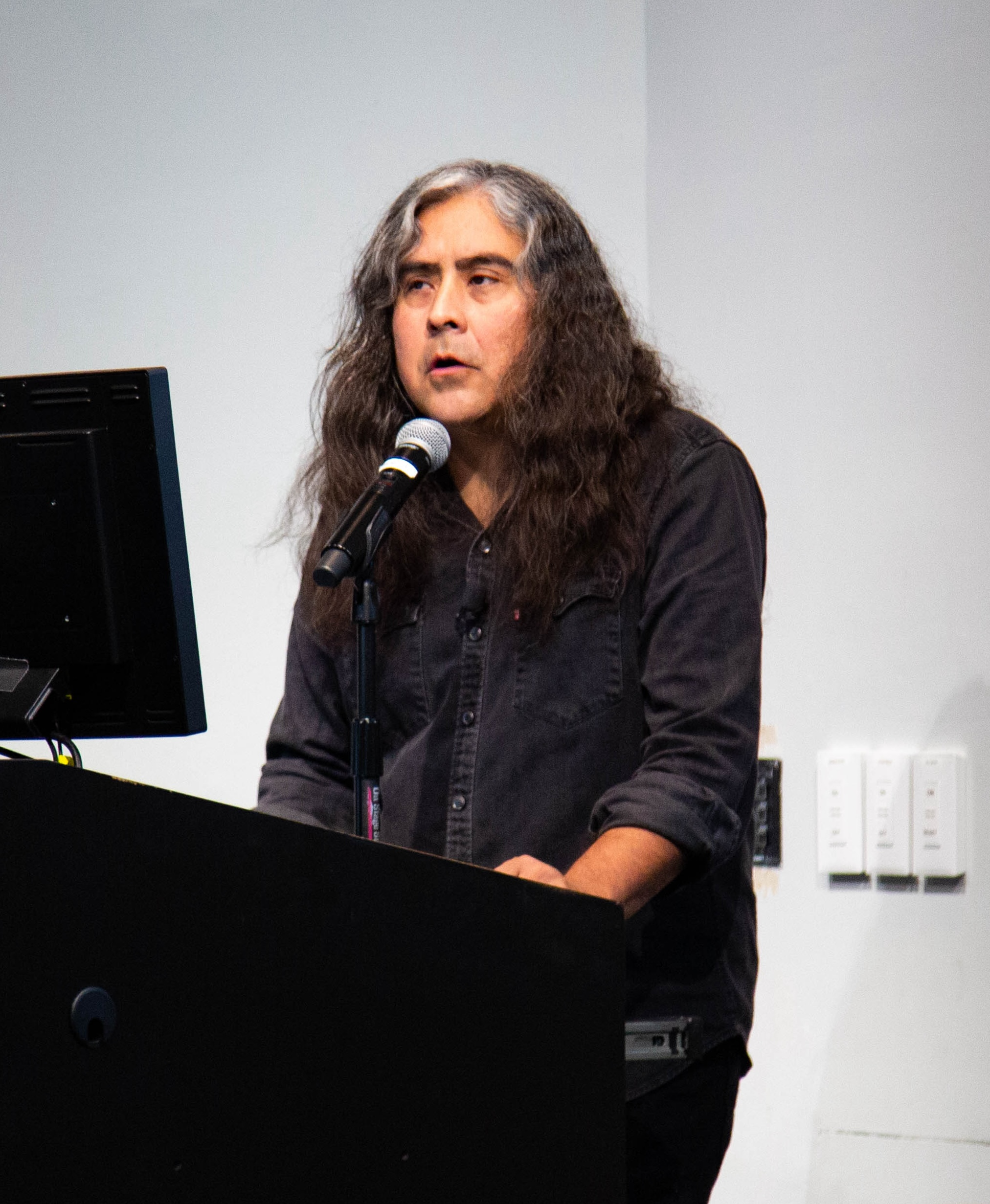
2022년 컬럼비아 대학교에서의 차콘

레이븐 차콘(영어: Raven Chacon)은 디네의 작곡가, 음악가이자 예술가이다. 나바호 네이션 내에 위치한 애리조나주 포트디파이언스에서 태어난 차콘은 작품 《Voiceless Mass》로 2022년 미국 원주민으로서는 최초로 퓰리처상 음악 부문을 수상하였다.

## 생애
레이븐 차콘은 1977년 미국 나바호 네이션 내에 위치한 애리조나주 포트디파이언스에서 태어났다. 2001년 뉴멕시코 대학교에서 미술 학사 학위를 취득하고 캘리포니아 인스티튜트 오브 디 아츠에서 작곡 석사 학위를 받았다. 차콘은 제임스 테니, 모튼 서브트닉, 마이클 피사로, 와다다 리오 스미스 및 크리스토퍼 슐티스의 학생이었다.
차콘의 시각 작품과 음향 작품은 미국을 비롯한 많은 나라에서 전시되었다. 방 크기의 사운드 및 텍스트 설치 작품인 《Still Life, #3》는 뉴욕 국립 아메리카 인디언 박물관에서 열린 《Transformer: Native Art in Light and Sound》 전시회에 전시되었다.
차콘은 미국 원주민 작곡가 수습 프로젝트의 상주 작곡가로 활동하고 있다. 2012년에는 크리에이티브 캐피털 비주얼 아츠 보조금을 지원받았으며, 2014년에는 네이티브 아츠 앤드 컬처스 파운데이션 내셔널 아티스트 펠로십 인 뮤직을 수상했다. 2018년 베를린 아메리칸 아카데미에서 베를린상을 수상했다.
2022년 차콘은 미국 원주민으로서는 최초로 퓰리처상 음악 부문에서 수상을 차지했다.

## 사생활
차콘은 뉴멕시코주의 앨버커키에서 살고 있으며, 타기시 큐레이터인 캔디스 홉킨스와 결혼하였다. 차콘의 누나인 나니 차콘은 벽화가로 활동하고 있다.

## 디스코그래피
- Meet the Beatless (Sicksicksick, 2003)
- Still/life (Sicksicksick, 2004)
- Jesus Was a Wino (w/ Jeff Gburek) (Herbal Records, 2005)
- The Incredible 17000 km Split (split w/ Torturing Nurse) (8K Mob, 2006)
- Overheard Songs (Innova, 2006)
- Black Streaked Hum (Lightning Speak/Featherspines, 2009)
- At the Point Where the Rivers Crossed, We Drew Our Knives 12"LP (Anarchymoon, 2010)
- Kitchen Sorcery (w/ Bob Bellerue) (Prison Tatt Records, 2011)
- Your New Age Dream Contains More Blood Than You Can Imagine 12"LP (w/ Postcommodity) (Anarchymoon, 2011)
- Crisalide Fossile (w/ OvO) (Bronson, 2016)
- Horse Notations (Cimiotti Recordings, 2020)
- An Anthology of Chants Operations (Ouidah, 2020)

- Inhale/Exhale (w/ Carlos Santistevan and Tatsuya Nakatani) (Other Minds Records, 2022)